# Prosena facialis
Prosena facialis là một loài ruồi trong họ Tachinidae.